# Janez Bernik
Janez Bernik, né le 6 septembre 1933 et mort le 15 juillet 2016, est un peintre, graveur et universitaire slovène primé à plusieurs reprises et de renommée internationale.

## Biographie
Bernik est né dans le village de Gunclje (en), qui fait maintenant partie de Ljubljana. Après avoir terminé l'école des métiers de Ljubljana, où il a étudié de 1951 à 1955, il fréquente l'Académie des beaux-arts de Ljubljana, où il est l'élève du peintre slovène Maksim Sedej (en). De 1956 à 1958, il poursuit ses études auprès des professeurs de graphisme Božidar Jakac et Riko Debenjak, et effectue de nombreux voyages d'étude (Italie, France...). De 1958 à 1969, il travaille comme artiste indépendant et, en 1970, commence à enseigner en tant que professeur de dessin et de peinture à l'Académie des Beaux-Arts de Ljubljana. De 1979 à 1996, date à laquelle il prend sa retraite, il est professeur titulaire et chef du département de peinture de l'Académie. Il est membre du « Grupa 69 » (Groupe 69) et participe à toutes ses expositions. En 1989, il est nommé membre associé de l'Académie slovène des sciences et des arts, et en 1993 en devient membre à part entière. Il est membre correspondant externe de l'Accademia di san Luca à Rome et, à partir de 1996, membre régulier de l'Académie européenne des sciences et des arts. Il meurt à Prebold en 2016,. Il est marié à l'artiste Adriana Maraž (en) (1931-2015) depuis 1960 ; et son frère est France Bernik (sl) (1927-2020), écrivain, historien et universitaire slovène.

## Œuvre artistique
Bernik est un artiste polyvalent spécialisé en art abstrait ; il réalise aussi bien de la peinture et de la gravure (notamment à l'eau-forte et à l'aquatinte) que de la sculpture, du graphisme, de l'illustration et de la poésie. Il réalise plus de 60 expositions indépendantes, parmi lesquelles certaines sont exposées dans les principales galeries de l'ex-Yougoslavie, Klagenfurt, Milan, Rome, Paris, Berlin, New York... Il participe à plusieurs reprises également à la Biennale de Venise, ainsi qu'à un certain nombre d'expositions collectives dans son pays et à l'étranger. Ses poèmes sont publiés dans deux recueils : le premier dans la monographie Lines ("Črte"), et le second, Triptych ("Triptih"), dans le catalogue 1985 Exposition ("Razstava 1985") et le Nova revija (en).
Parmi les prix nationaux, il remporte le prix du Fonds Prešeren pour la peinture et le graphisme (1963), le Prix Jakopič de peinture (1971) et le prix Prešeren (1981). Il reçoit également un certain nombre de prix honorifiques internationaux et de médailles d'or pour sa peinture et ses graphismes. Ses œuvres sont conservées par des galeries slovènes (Ljubljana, Maribor, Ajdovščina et Idrija) et par des galeries et musées dans la plupart des grandes villes européennes (Londres, Vienne, Prague, Zagreb, Varsovie, Paris, Rome, Amsterdam). Beaucoup de ses œuvres sont également conservées en Amériques du Nord et du Sud (San Francisco, Washington, New York, Buenos Aires, Rio de Janeiro), voire au Japon (Tokyo).